# Vitorino Hilton
Vitorino Hilton da Silva (* 13. September 1977 in Brasília) ist ein brasilianischer ehemaliger Fußballspieler.

## Karriere
Hilton begann seine Profikarriere 1996 bei Chapecoense. Vom Paraná Clube aus zog es den Innenverteidiger 2002 zu Servette FC Genève nach Europa. Zwei Jahre später wechselte er zu RC Lens, wo er zum Stammspieler avancierte und vier Jahre lang aktiv war. Im Jahr 2008 wurde Hilton von Olympique Marseille verpflichtet. In seiner ersten Saison wurde er auch dort gleich zum Stammspieler. 2009/10 gewann er mit Marseille die französische Meisterschaft. Verschiedene hartnäckige Verletzungen führten jedoch dazu, dass Hilton in der Meistersaison kaum Spiele absolvieren konnte.
Nachdem Hilton auch 2010/11 verletzungsbedingt in nur wenigen Spielen zum Einsatz gekommen war, ließ Marseille ihn zum HSC Montpellier ziehen. In der Saison 2011/12 gewann Hilton mit Montpellier seinen zweiten französischen Meistertitel und kam fast jede Partie zum Einsatz. Der 34-Jährige bildete mit dem zwölf Jahre jüngeren Mapou Yanga-Mbiwa das Zentrum der Abwehr mit den wenigsten Gegentoren der Liga.
2021 verließ er nach zehn Jahren Montpellier und war zunächst vereinslos. Im Februar 2022 schloss er sich dem FC Sète an.

## Erfolge
Lens
- UEFA Intertoto Cup: 2005, 2007

Marseille
- Ligue 1: 2009/10
- Coupe de la Ligue: 2010, 2011
- Französischer Fußball-Supercup: 2010

Montpellier
- Ligue 1: 2011/12

Auszeichnungen
- Trophées UNFP du football: 2006/07, 2007/08, 2008/09, 2011/12